# Crécy-la-Chapelle
Crécy-la-Chapelle – miejscowość i gmina we Francji, w regionie Île-de-France, w departamencie Sekwana i Marna.
Według danych na rok 1990 gminę zamieszkiwały 3222 osoby, a gęstość zaludnienia wynosiła 204 osób/km² (wśród 1287 gmin regionu Île-de-France Crécy-la-Chapelle plasuje się na 394. miejscu pod względem liczby ludności, natomiast pod względem powierzchni na miejscu 153.).
W miejscowości znajduje się kościół św. Jerzego.